# The Ballads
The Ballads – składanka Mariah Carey wydana w 2008 roku. Jest to kolekcja kilkunastu najlepszych piosenek o miłości, które Carey nagrała w trakcie swojej kariery. Została wydana w 2008 roku we wszystkich krajach świata oprócz Stanów Zjednoczonych, gdzie została wydana w 2009 roku.

## O albumie
Album zawiera kilkanaście hitów i singli, które przeważnie zostały wydane przez pierwszą wytwórnię wokalistki, Columbia Records. Album nie zawiera żadnego nowego materiału ani żadnej piosenki nagranej i wydanej przez dzisiejszą wytwórnię Carey, Island Records.

## Oceny krytyków
Krytycy z BlogCritics Magazine powiedzieli: „Ta płyta jest innym typem wydawnictw Mariah Carey. Bez szybkich i hip-hopowych piosenek, album staje się spokojny i łagodny w brzmieniu oraz skupia się na głosie Carey, który zawsze był jej atutem. AllMusic mówił: „Oto czym jest The Ballads: nic innego jak wspaniałe piosenki miłosne śpiewane wspaniałym głosem.” Billboard ocenił album: „będzie znajdował się na liście dopóki nie nastaną Walentynki i jest on doskonałym prezentem na ta okazję.”

## Ponowne nagrywanie „Hero”
Wydany w 1993 roku singel „Hero” został ponownie nagrany, aby promować The Ballads. Nowy teledysk pokazuje Carey wchodzącą do studia nagrań w towarzystwie psa, gdzie pozostaje i śpiewa piosenkę. Czasami w teledysku pojawia się widok na miasto Big Apple w nocy.

## Promocja
W listopadzie 2008, Carey zaśpiewała „Hero” z finalistami „X-Factor”. Zaśpiewała tę piosenkę także podczas Neighborhood Inaugural Ball w Białym Domu, 20 stycznia 2009 w Waszyngtonie, a występ został wyemitowany 25 stycznia, dzień przed wydaniem albumu.

## Lista utworów

### Edycja standardowa
1. „Hero” – 4:19
2. „Vision of Love” – 3:31
3. „Love Takes Time” – 3:49
4. „Without You” – 3:34
5. „The Roof” – 5:14
6. „Can’t Take That Away (Mariah’s Theme)” – 4:32
7. „Thank God I Found You” (Make It Last Remix – featuring Joe & Nas) – 5:09
8. „When You Believe” (Single Version – featuring Whitney Houston) – 4:31
9. „One Sweet Day” (featuring Boyz II Men) – 4:41
10. „Open Arms” – 3:30
11. „Reflections (Care Enough)” – 3:23
12. „I’ll Be There” (MTV Unplugged Version – featuring Trey Lorenz) – 4:43
13. „I Still Believe” – 3:54
14. „Against All Odds (Take a Look at Me Now)” (featuring Westlife) – 3:25
15. „Dreamlover” – 3:53
16. „Endless Love” (featuring Luther Vandross) – 4:18
17. „Never Too Far” (Single Version) – 3:55
18. „All I Want for Christmas Is You” – 4:01

### Edycja japońska
1. „Hero” – 4:19
2. „One Sweet Day” (featuring Boyz II Men) – 4:41
3. „Endless Love” (featuring Luther Vandross) – 4:18
4. „Can’t Take That Away (Mariah’s Theme)” – 4:32
5. „Open Arms” – 3:30
6. „Reflections (Care Enough)” – 3:23
7. „How Much” (featuring Usher) – 3:31
8. „Butterfly” – 4:35
9. „Love Takes Time” – 3:49
10. „My All” – 3:50
11. „Without You” – 3:34
12. „Always Be My Baby- 4:18
13. „Vision of Love” – 3:31
14. „Can’t Let Go” (Single Version – featuring Whitney Houston) – 4:31
15. „Anytime You Need a Friend” (MTV Unplugged Version – featuring Trey Lorenz) – 4:43
16. „Thank God I Found You” (Make It Last Remix- featuring Joe & Nas) – 5:09
17. „I’ll Be There (MTV Unplugged Version featuring Trey Lorenz) – 4:43
18. „I Still Believe” – 3:54
19. „Never Too Far” (Single Version) – 3:55
20. „All I Want for Christmas Is You”[13] (Bonus Track) – 4:01

### Edycja amerykańska
1. „Hero” – 4:19
2. „One Sweet Day” (featuring Boyz II Men) – 4:41
3. „Vision of Love” – 3:31
4. „Without You” – 3:34
5. „Can’t Let Go” – 4:27
6. „Love Takes Time” – 3:49
7. „I’ll Be There” (MTV Unplugged Version – featuring Trey Lorenz) – 4:43
8. „Thank God I Found You” (Make It Last Remix – featuring Joe & Nas) – 5:09
9. „Endless Love” (featuring Luther Vandross) – 4:18
10. „I Still Believe” – 3:54
11. „My All” – 3:50
12. „The Roof (Back in Time)” – 5:14
13. „When You Believe” (Single Version – featuring Whitney Houston) – 4:31
14. „Anytime You Need a Friend” – 4:26
15. „Always Be My Baby” – 4:18
16. „Dreamlover” – 3:53
17. „How Much” (featuring Usher) – 3:31
18. „Reflections (Care Enough)”[14]- 3:23
19. „The Roof (Mobb Deep Extended Version)” (iTunes Bonus Track) – 5:30
20. „Always Be My Baby (Mr. Dupri Mix featuring Da Brat and Xscape)” (iTunes Bonus Track) – 4:39

#### Deluxe Edition
Wersja deluxe The Ballads wydana tylko i wyłącznie w Target Store zawiera flakonik perfum Carey „Luscious Pink” o pojemności 3 ml.

### Edycja australijska i Hongkong
1. „Hero” – 4:19
2. „Vision of Love” – 3:31
3. „Without You” – 3:34
4. „Always Be My Baby” – 4:18
5. „My All” – 3:50
6. „How Much” (featuring Usher) – 3:31
7. „Dreamlover” – 3:53
8. „Thank God I Found You” (Make It Last Remix – featuring Joe & Nas) – 5:09
9. „The Roof (Back in Time)” – 5:14
10. „One Sweet Day” (featuring Boyz II Men) – 4:41
11. „Anytime You Need a Friend” – 4:26
12. „I’ll Be There” (MTV Unplugged Version – featuring Trey Lorenz) – 4:43
13. „I Still Believe” – 3:54
14. „Reflections (Care Enough)” – 3:23
15. „Open Arms” – 3:30
16. „Against All Odds (Take a Look at Me Now)” (featuring Westlife) – 3:25
17. „Endless Love” (featuring Luther Vandross) – 4:18
18. „All I Want for Christmas Is You[13]” (Bonus Track) 4:01

## Daty wydania
- Włochy – 17 października 2008[15]
- Korea Południowa & Argentyna – 21 października 2008[16]
- Hongkong – 22 października 2008
- Niemcy – 24 października 2008[17]; April 10, 2009[18]
- Australia – 3 listopada 2008[19]
- Francja – 17 listopada 2008[20]
- Japonia – 26 listopada 2008[13]
- Kanada- Listopad 2008
- Brazylia – 2 grudnia 2008[21]
- Tajwan – 30 grudnia 2008[22]
- Portugalia – 19 stycznia 2009
- Stany Zjednoczone – 20 stycznia 2009[23]
- Hiszpania – 3 lutego 2009[24]

## Pozycje na listach przebojów
Album zadebiutował na 17. miejscu UK Albums Chart. Po występie Carey w X Factor, album przeszedł na 13. miejsce w swoim czwartym tygodniu i pozostał na liście przez 10 następnych tygodni. Album znalazł się na 1. miejscu UK R&B Albums Chart. W Irlandii album zadebiutował na 8. miejscu i pozostał na liście przez 12 tygodni i osiągnął tam status Złotej Płyty. W Nowej Zelandii album znalazł się na 19. miejscu i pozostał na liście przez trzy tygodnie. W Australii album zadebiutował na 79. miejscu, a na Taiwanese International Albums Chart na 15. miejscu. W Japonii album zdobył miejsce 19. Album zadebiutował na 45. miejscu na Dutch Albums Chart, ale po tygodniu spadł o 9 oczek. W swoim trzecim tygodniu przeszedł z miejsca 54. na 5.
Mimo że album nie został wydany we wszystkich krajach europejskich to i tak znalazł się na 42. miejscu European Albums Chart.
The Ballads zadebiutował na 10. miejscu Billboard 200 ze sprzedażą 29 000 kopii w pierwszym tygodniu. Był to najwyżej notowany debiut w tym tygodniu i czwarta składanka Carey, która znalazła się na tej liście tak, jak #1's (#4 w 1998 roku), Greatest Hits (#52 w 2001 roku) i The Remixes (#26 w 2003 roku). Zadebiutował także na liście Billboard Top R&B/Hip-Hop Albums na miejscu 7.
| Lista (2008–2009)                 | Najwyższa pozycja | Certyfikat | Sprzedaż |
| --------------------------------- | ----------------- | ---------- | -------- |
| Australia ARIA Albums Chart       | 69                |            |          |
| Canadian R&B Albums Chart         | 16                |            |          |
| Danish Albums Chart               | 25                |            |          |
| Dutch Albums Chart                | 5                 |            | 10 000   |
| European Albums Chart             | 42                |            | 300 000  |
| Greek International Albums Chart  | 21                |            |          |
| Irish Albums Chart                | 8                 | Złoto      | 10 000   |
| Japanese Oricon Albums Chart      | 19                | Złoto      | 100 000  |
| New Zealand Albums Chart          | 19                |            |          |
| Swedish Albums Chart              | 22                |            | 1500     |
| Taiwan International Albums Chart | 1                 |            | 75 000   |
| U.S. Billboard 200                | 10                |            | 95 024   |
| U.S. Top R&B/Hip-Hop Albums       | 7                 |            | 95 024   |
| UK Albums Chart                   | 13                | Złoto      | 150 000  |
| UK R&B Albums Chart               | 1                 | Złoto      | 150 000  |

## Listy końcoworoczne
| Rok  | Kraj            | Lista           | Pozycja |
| ---- | --------------- | --------------- | ------- |
| 2008 | Wielka Brytania | UK Albums Chart | 126     |